# منى حاطوم
منى حاطوم (بالإنجليزية: Mona Hatoum)‏ (ولدت في 1952 في بيروت، لبنان)، هي فنانة فيديو فلسطينية وفنانة تنصيبية تعيش وتعمل في لندن.

## حياتها
ولدت منى لأبوين فلسطينيين في لبنان، ولكنها لم تحصل على جنسية لبنانية ولا تعرّف نفسها بأنها لبنانية.[بحاجة لمصدر] في نشأتها، لم تدعمها عائلتها على تحقيق رغبتها في الفن إلا أنها استمرت في الرسم خلال فترة طفولتها وكانت مواضيع أعمالها حينها متعلقة بدروس الشعر والعلوم. درست حاطوم التصميم الجرافيكي في كلية بيروت الجامعية في لبنان لمدة عامين ثم انتقلت للعمل في وكالة إعلانات. لم تكن حاطوم راضية عن إنتاجها أثناء عملها في مجال تصميم الإعلانات. وخلال زيارة لها في لندن في العام 1975، اندلعت الحرب الأهلية في لبنان واضطرت حاطوم إلى البقاء في المنفى.

## مسيرتها
بعد مكوثها في لندن إثر اندلاع الحرب في لبنان، التحقت حاطوم بمدرسة بيام شو للفنون في لندن ومن ثم مدرسة سليد للفنون الجميلة. يتكون عملها من معارض أشرطة فيديو مجسمات ومواد مستقلة. تهتم "بأشكال الإدراك وطرق العلاقة مع الجسد البشري" في ثقافات متعددة. في العديد من المعارض التي أقامتها بإنجلترا حطمت منى العديد من التابوهات. ما عُرض في برنامج دوكو منتا هو مثال جيد لأعمالها "خلف أسلاك الشوك الكثيفة يُبصر المرء غرفة - مائدة طعام مع كراسيها - أدوات المطبخ وإلى البعيد قليلا سريرا - شماعة وفرن كل هذه الأدوات وهذا الأثاث مرتبط ببعضه البعض بواسطة سلك كهربائي أشبه بأفعى يشتعل في ضعف وفي قوة ليبعث الحياة في الأدوات والأثاث، المصابيح الكهربائية المختفية خلف بعض الأدوات المنزلية تبدأ بالاشتعال في البداية تبدو هي جميلة لكنها تندر بالخطر حين ترتفع قوة الكهرباء وينخفض أو يرتفع الأزيز الإلكتروني.

## معارض وجوائز
عرضت أعمال منى حاطوم التركيبية في معارض فردية وجماعية في مدن مختلفة حول العالم. من بينها: مركز البومبيدو في باريس (1994)، متحف الفن المعاصر في شيكاغو (1997)، المتحف الجديد للفن المعاصر في نيويورك (1998)، Castello di Rivoli كاستيلو دي ريفولي في تورين (1999)، متحف تيت بريتين (2000)، Hamburger Kunsthalle, Kunstmuseum Bonn, Magasin 3 في ستوكهولم (2004)، متحف الفن المعاصر في سيدني (2005)، باراسول يونيت في لندن (2008)، دارة الفنون في عمّان، Fondazione Querini Stampalia مؤسسة كويريني ستامباليا في فينيسيا (2009)، مركز بيروت للفن (2010)، مجموعة مينيل في تكساس (2017).
في كانون ثاني 2018، حازت حاطوم على جائزة "أيقونة الفن" السنوية التي تمنحها صالة العرض وايت تشابل برعاية سفاروفسكي.